# Astomum kiiense
Astomum kiiense là một loài rêu trong họ Pottiaceae. Loài này được S. Okamura mô tả khoa học đầu tiên năm 1911.
Danh pháp khoa học của loài này chưa được làm sáng tỏ. 